# Raymundus Martinus
Raymundus Martinus (Raimundus Martinus, Raymund Martini, Ramon Martí; * 1220 in Subirats; † 1285) war ein katalanischer Dominikaner, der als Zensor für jüdische Literatur wirkte und 1263 am Religionsgespräch in Barcelona, der Disputa de Barcelona, beteiligt war.

## Leben und Werk
Ramon Martí verfasste das umfangreiche und einflussreiche Werk Pugio fidei („Glaubensdolch“). Darin hatte er aus der jüdischen Literatur zahlreiche antichristliche Passagen zusammengetragen. Seine judenfeindliche Tendenz hatte verheerende Langzeitwirkungen, v. a. nach den Drucklegungen in Paris 1651 (durch J. de Voisin) und Leipzig 1687 durch Johann Benedikt Carpzow. Durch Vermittlung von Porchetus Salvaticus wirkte sie auch auf Martin Luther und dessen Schrift Vom Schem Hamphoras.
Die Schreibweise für Jehova, Iehovah oder Jehovah wird auf ihn zurückgeführt. Das Wort übersetzte er um 1270 aus verschiedenen Bibelteilen aus dem Hebräischen in das Lateinische; in den Handschriften seines Werks Pugio Fidei adversus Mauros et Judaeos wird das Tetragramm mit Iehovah wiedergegeben. Es wird angenommen, dass er die masoretische Punktierung der zu adonaj gehörigen Vokale (e-o-a) mit den Konsonanten JHWH zu I-e-H-o-V-a-H kombinierte.